# Duncan Watmore
Dunchan Ian Watmore (Manchester, Anglia, 1994. március 8. –) angol labdarúgó, aki jelenleg a Sunderlandben játszik. Szélsőként és csatárként is képes jó teljesítményt nyújtani.

## Pályafutása

### Altrincham
Watmore a Manchester United ifiakadémiáján kezdett el futballozni, de 12 éves korában eltanácsolta a klub. 16 éves korában csatlakozott az Altrinchamhez. Miután kölcsönben szerepelt a Clitheroe-ban, visszatérése után, 2012 augusztusában bekerült az Altrincham első csapatába, ahol összesen 15 gólt szerzett.

### Sunderland
2013. május 24-én ismeretlen összeg ellenében leigazolta a Premier League-ben szereplő Sunderland. 2014. január 5-én, egy Carlisle United elleni FA Kupa-meccsen mutatkozott be, Csi Dongvont váltva a 60. percben. Január 31-én kölcsönvette a skót Hibernian. Pályafutása első profi gólját is ott szerezte, március 15-én, a Partick Thistle ellen. A 2013-14-es szezon végén visszatért a Sunderlandhez.
2015. május 29-én megválasztották a szezon legjobbjának az U21-es Premier League-ben, miután 18 meccsen 11 gólt szerzett a sorozatban. Augusztus 15-én debütált az angol élvonalban, csereként beállva és szépítő gólt szerezve a Norwich City ellen 3-1-re elvesztett mérkőzésen. Tíz nappal később ismét eredményes volt, az Exeter City ellen 6-3-ra megnyert Ligakupa-meccsen. November 22-én új, négy évre szóló szerződést írt alá a klubbal. Hat nappal később, a Stoke City elleni bajnokin az első félidőben állt be a sérült Jermain Defoe helyére. A mérkőzésen ellene elkövetett szabálytalanságok miatt állították ki az ellenfél hátvédjét, Ryan Shawcrosst és ő szerezte csapata második gólját a 2-0-ra megnyert találkozón. 2016. április 16-án, sérülésből visszatérve csereként pályára lépett a Norwich City ellen, ahol góljával beállította a 3-0-s végeredményt.

### A válogatottban
Watmore 2015. május 28-án mutatkozott be az U20-as angol válogatottban, Marokkó ellen, ahol gólt is szerzett. Június 3-án, Mexikó ellen ismét eredményes volt. Augusztus 25-én megkapta első behívóját az U21-es válogatottba. Szeptember 3-án, az U23-as amerikai válogatott ellen debütált, gólpasszt adva James Wilsonnak. November 14-én, Svájc ellen megszerezte első gólját és két gólpasszt adott. Tagja volt annak a csapatnak, mely megnyerte a 2016-os touloni tornát.

## Külső hivatkozások
- Duncan Watmore pályafutásának statisztikái a Soccerbase oldalon (angolul)